# Obidowa (Nowy Targ)
Obidowa ist eine Ortschaft mit einem Schulzenamt der Landgemeinde Nowy Targ im Powiat Nowotarski der Woiwodschaft Kleinpolen in Polen.

## Geographie
Der Ort liegt am Bach Lepietnica in den Gorcen.

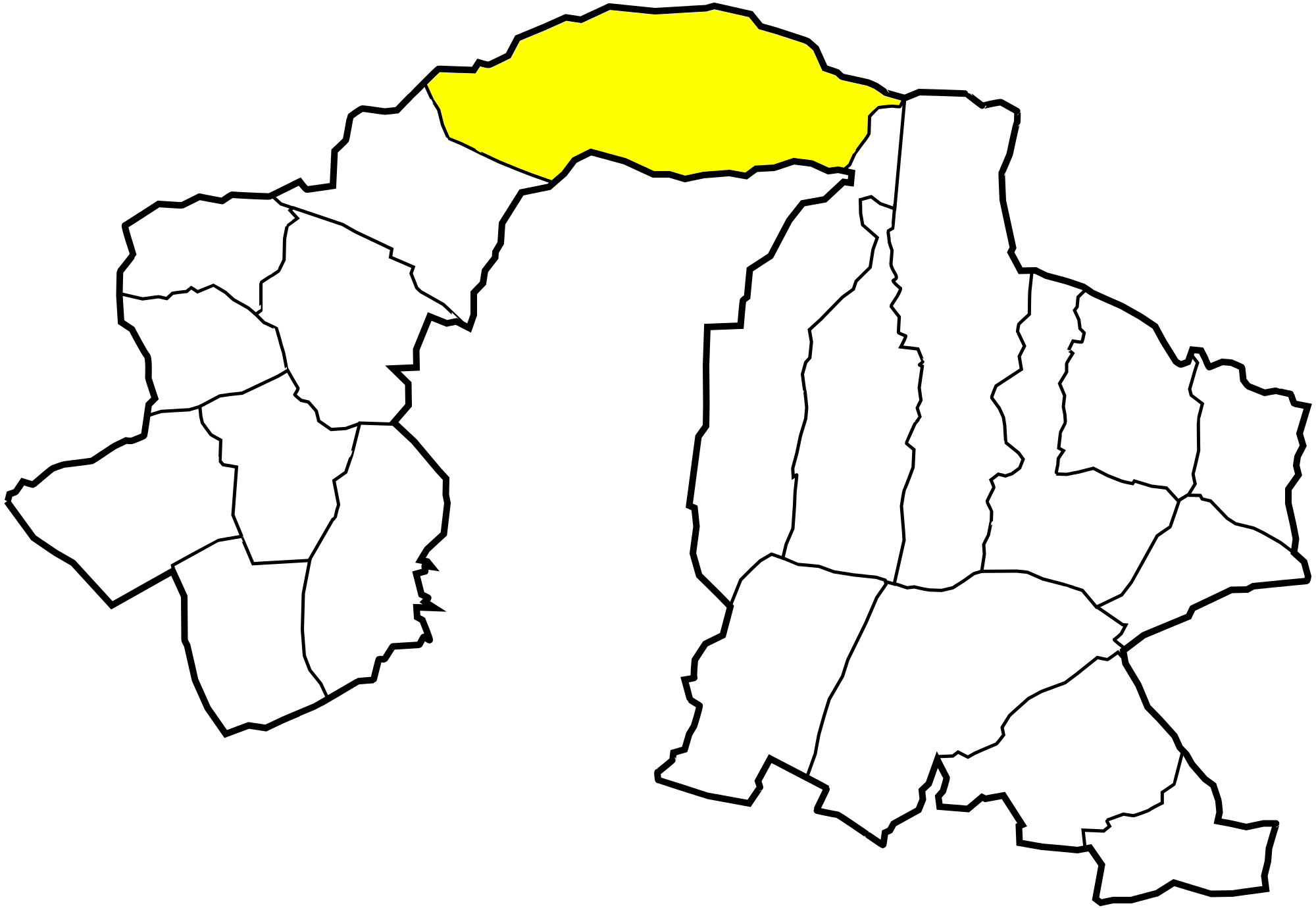
Dorf in der Gemeinde
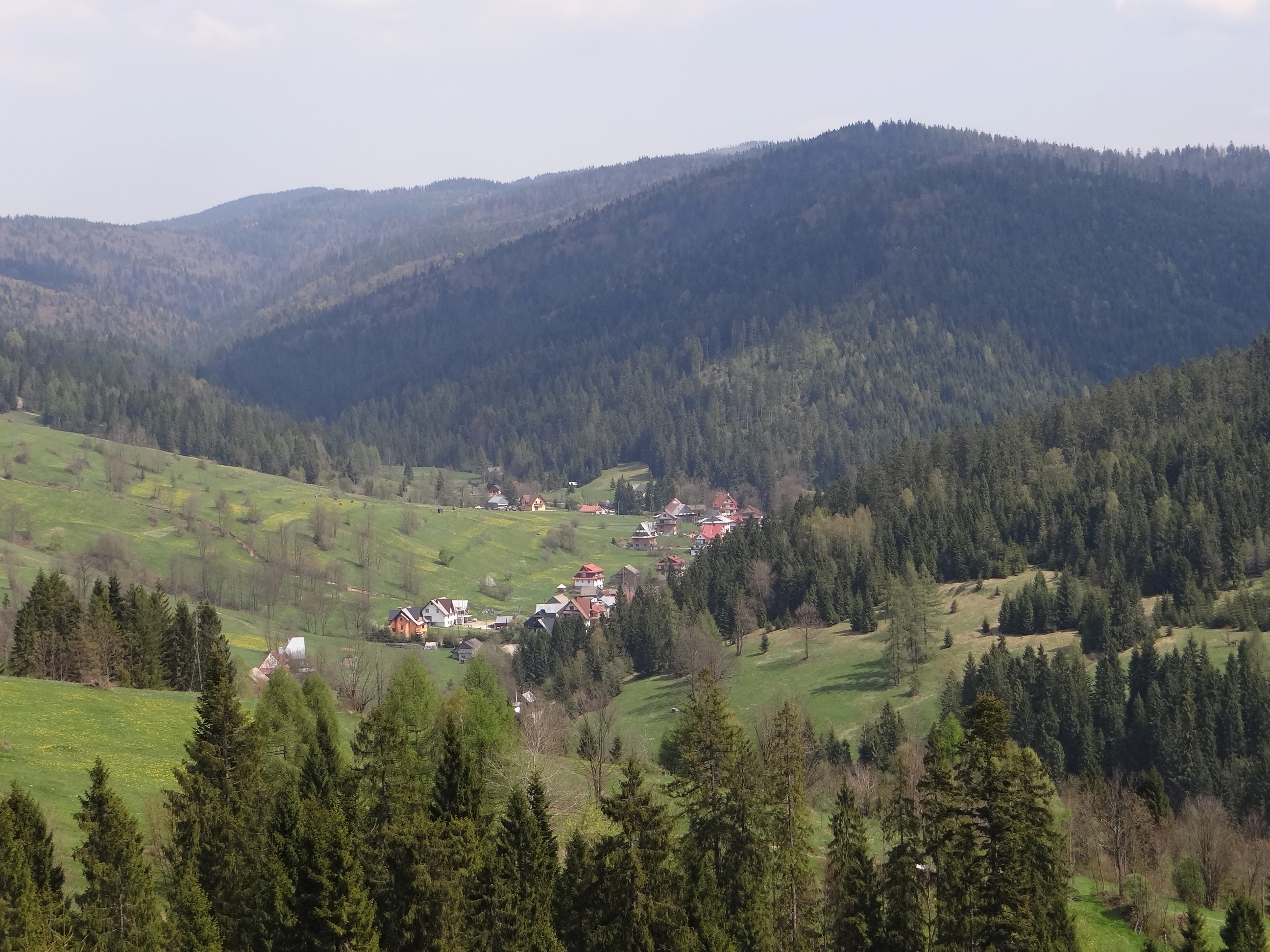
Ortsansicht

## Geschichte
Der Ort entstand als eine Schäfersiedlung in den Jahren 1616–1624.
Bei der Ersten Teilung Polens kam das Dorf 1772 zum neuen Königreich Galizien und Lodomerien des habsburgischen Kaiserreichs (ab 1804).
1918, nach dem Ende des Ersten Weltkriegs und dem Zusammenbruch der k.u.k. Monarchie, kam Obidowa zu Polen. Unterbrochen wurde dies nur durch die Besetzung Polens durch die Wehrmacht im Zweiten Weltkrieg. Im Zweiten Weltkrieg war das Dorf ein Partisanenzentrum.
Von 1975 bis 1998 gehörte Obidowa zur Woiwodschaft Nowy Sącz.

## Söhne und Töchter des Ortes
- Iweta Faron (* 1999), Paralympionikin